# Кахново (Бережанская волость, до 2010 года — Рубиловская волость)
Кахново — деревня в Бережанской волости Островского района Псковской области.
Расположена в 24 км к юго-западу от центра города Остров и в 5 км к востоку от деревни Дубки. В этом же районе на реке Кухве находится вторая одноимённая деревня.
Постоянное население по состоянию на 2000 год в деревне отсутствовало.
До 3 июня 2010 года деревня входила в состав ныне упразднённой Рубиловской волости с центром в д. Дубки.